# Коркис, Адольф Авраам
Адольф Авраам Коркис (пол. Abraham Adolf Korkis; 1865, Каменка-Струмиловая, Королевство Галиции и Лодомерии, Австро-Венгерская империя — 1921) — польский общественный деятель, сионист, писатель
, редактор.

## Биография
Еврейского происхождения. Изучал право в Лембергском университете, работал главным клерком государственного управления торговли и промышленности провинции Галиция.
Свою еврейско-сионистскую деятельность начал ещё студентом. Когда в Галиции была создана первая организация, объединяющая все националистические ассоциации и группы для поселения в Эрец-Исраэль (1892), и был основан первый национальный орган на польском языке, Przyszłość («Будущее»), Коркис стал главой организации (с перерывами до 1903) и редактором газеты Przyszlosc.
Писал, преимущественно, на экономическо-статистические темы; между прочим, автор «Zur Bewegung der jüdischen. Bevölkerung in Galizien» (1869—1900) в «Jüdische Statistik» Носсига.
Работал редактором сионистских органов: «Przyszłość» (1892—1895) и «Wschód», помещая здесь много статей за подписью «Ploni Almoni».
Участвовал в Первом сионистском конгрессе в 1897 году в Базеле (Швейцария), под руководством Теодора Герцля.
Был избран в Генеральный совет сионистов. Публиковал исследования по экономическим вопросам. В 1918 году был одним из основателей польской сионистской ежедневной газеты Chwila, издававшейся во Львове.